# Ormanno Tedici
Ormanno Tedici (Toscana, anni 1250 – Pistoia, 1325) è stato un abate e politico italiano, noto per essere stato capitano del popolo e penultimo signore di Pistoia (dal 1322 al 1324).

## Biografia
L'esatta data di nascita è sconosciuta ma, da ricerche condotte dallo storico Paolo Paolieri, è riconducibile verso il decennio di metà del Duecento. Fu figlio di messer Jacopo di Fortebraccio Tedìci, parente di Agolante Tedìci, a sua volta signore di Pistoia nel 1237; colui che aveva instaurato una brevissima signoria che aveva costretto l'intervento armato di Firenze. 

Ormanno entrò nell'ordine benedettino-vallombrosano e divenne abate del monastero di Santa Maria di Pacciana. Un documento del 1306 dimostra che in quell'anno si trovava, già abate, a Prato per eleggere il prete di S. Niccolò Agliana. Nel secondo decennio del 1300 era già uno dei personaggi più in vista di Pistoia, potente e ricco, possedeva molte terre.
Durante il periodo della guerra tra Castruccio Castracani e Pistoia fu il massimo rappresentante del "partito della tregua". Questa fazione di cui facevano parte anche le famiglie dei Cancellieri e dei Taviani  si poneva il fine di trattare con il condottiero lucchese che aveva tormentato i confini razziando i contadini e i pastori. Il consenso a questa posizione, spinta soprattutto dai ceti agrari extra-urbani, prevalse e di conseguenza nell'aprile del 1322 Ormanno venne acclamato capitano del popolo di Pistoia da artigiani e contadini. La tregua fu accettata da Castruccio che accolse gli ambasciatori mandati a trattare e nel 1323 Ormanno Tedici divenne, grazie ancora all'appoggio popolare, signore della città. La sua signoria durò fino al 1324, quando fu spodestato dal nipote Filippo Tedici, il quale, l'anno successivo, vendette Pistoia allo stesso Castruccio Castracani.
Durante il breve periodo nel quale fu al potere, l'abate raggiunse due risultati fondamentali: riuscì ad assicurare a città e campagna, dopo lunghi anni di guerre e devastazioni, un periodo di pace ed una ripresa delle attività produttive e riuscì a mantenere Pistoia autonoma tra le potenti Lucca e Firenze. Questa signoria fu l'ultimo momento di libertà per la città. 
Per mantenere la pace interna cacciò le famiglie nobili filo-fiorentine dei Taviani e dei Lazzari e per far permanere lo stato di indipendenza della città si avvalse di chiamare l'aiuto di Firenze in scontro alle pressioini di Lucca e viceversa. Così quando la prima volle riprendere il controllo su Carmignano chiese l'aiuto di Lucca e quando quest'ultima aveva intenzione di conquistare la zona montana della Lima chiese aiuto a Firenze.
Il suo governo in conclusione non fu dispotico e infatti lasciò in vigore gli ordinamenti comunali precedenti e personalmente non volle neppure abitare nel palazzo del comune preferendo come sede abitativa il suo monastero.  

Morì, secondo il cronista Arferuoli, avvelenato nel 1325.